# Три мушкетёра (фильм, 1993)
«Три мушкетёра» (англ. The Three Musketeers) — кинофильм 1993 года производства Walt Disney Pictures и Caravan Pictures. Снят Стивеном Хереком по сценарию Дэвида Локери. Главные роли исполнили Чарли Шин, Кифер Сазерленд, Крис О’Доннел, Оливер Платт, Тим Карри и Ребекка де Морней.
Фильм снят по мотивам романа «Три мушкетёра» Александра Дюма. Он рассказывает о приключениях Д’Артаньяна, его объединении с тремя мушкетёрами и становлении мушкетёром. Фильм сильно упрощает и изменяет оригинальный сюжет, а также лишь относительно соотносится с французской историей.

## Сюжет
Действие фильма разворачивается в 1625 году во Франции. Молодой Д’Артаньян (Крис О’Доннел) стремится пойти по стопам отца и стать мушкетёром. Чтобы исполнить свою мечту, он прибывает в Париж, лишь чтобы обнаружить, что кардинал Ришельё издаёт приказ о роспуске полка королевских мушкетёров. Лишь трое мушкетёров не подчинились приказу — Атос (Кифер Сазерленд), Портос (Оливер Платт) и Арамис (Чарли Шин), за что подвергаются преследованию со стороны капитана Рошфора (Майкл Уинкотт), помощника Ришельё. Д’Артаньян присоединяется к трём друзьям и вместе они обнаруживают, что Ришельё задумал убить короля Франции Людовика XIII и занять его трон. Вместе мушкетёры и Д’Артаньян намереваются помешать плану кардинала.
В конце фильма, после того, как мушкетёры срывают план Ришельё, а Д’Артаньян убивает Рошфора и тем самым мстит за смерть своего отца, король восстанавливает полк мушкетеров. Д’Артаньян осуществляет свою мечту и вступает в его ряды.

## В ролях
- Крис О'Доннелл — Д'Артаньян
- Чарли Шин — Арамис
- Кифер Сазерленд — Атос
- Оливер Платт — Портос
- Тим Карри — кардинал Ришельё
- Ребекка Де Морней — леди Винтер
- Жюли Дельпи — Констанция
- Пол Макганн — Жирар/Жюссак
- Габриэль Анвар — Королева Анна Австрийская
- Майкл Уинкотт — капитан Рошфор
- Хью О’Конор — король Франции Людовик XIII

## Производство
Изначально Чарли Шин планировался на роль Портоса, но в итоге сыграл Арамиса. Кифер Сазерленд, Крис О’Доннел и Оливер Платт перед началом съёмок прошли шестинедельный курс тренировок фехтования и езды на лошади. Чарли Шин свой курс тренировок пропустил, поскольку был занят на съёмках «Горячие головы! Часть вторая». Роль Д’Артаньяна предлагалась Брэду Питту и Стивену Дорффу, но актёры отказались и роль досталась О’Доннелу. Также для съёмок в различных эпизодах фильма Walt Disney предлагал роли Жан-Клоду Ван Дамму, Джонни Деппу, Кэри Элвес и Гэри Олдмену. Вайнона Райдер рассматривалась на роль Миледи де Винтер, но в итоге её роль была исполнена Ребеккой де Морнэй.
Большая часть фильма была снята в Австрии, в Перхтольдсдорфе, где Ребекка де Морней заканчивала школу и колледж. Параллельно съёмкам в разработке находилась ещё одна версия фильма, соперничающей студии TriStar, к которой были прикреплены Джонни Депп и режиссёр Джеремия Чечик. В конце концов, разработка другого фильма была свёрнута. Оливер Платт также предлагался на роль Портоса в этом фильме.

### Места съёмок
Часть съёмок проводилась в Чарльзтауне (Корнуолл, Великобритания) и замке Лэндсии (Бургенланд); также в Лихтенштейне, Мариа-Энцерсдорфе, Хинтербрюлле, Корнойбурге (Нижняя Австрия) и Вене (в частности, в Хофбурге). Одна сцена с погоней была снята в роще Голифа Фоллс у реки Фоуи (Golitha Falls), в Корнуолле. Маленькая гавань в деревне Чарльзтауна стала домом для галеона, участвовавшего в съёмках.

## Критика
Кинокритик Леонард Малтин окрестил фильм «Молодые мечи» (Young Swords), поскольку в нём снялись Чарли Шин и Кифер Сазерленд, ранее прославившиеся за картину «Молодые стрелки» (англ. Young Guns). Джанет Маслин из New York Times описала фильм следующими словами: «Задуманный скорее, как продукт, нежели картина, в комплекте с главной музыкальной темой фильма в финальных титрах, этот приключенческий фильм заботится меньше о повествовании, чем о том, чтобы перья на шляпах мушкетёров развевались, когда бы они ни скакали на лошадях».
В основном фильм получил негативные оценки. На сайте Rotten Tomatoes фильм получил лишь 31 % положительных рецензий. Крис О’Доннел был номинирован на Золотую малину в номинации Худшая мужская роль второго плана, но проиграл Вуди Харрельсону за фильм Непристойное предложение

### Кассовые сборы
Фильм собрал $11,5 млн за первый уик-енд, заняв первое место среди других фильмов. Всего фильм собрал $111 млн при бюджете в $30 млн.

## Саундтрек
Брайан Адамс вместе с Родом Стюартом и Стингом написал и исполнил песню «All for Love» для фильма. Оригинальное звуковое сопровождение было сочинено Майклом Кэйменом.